# Miguel Ángel Rubio Buedo
Miguel Àngel Rubio (Conca, 31 d'agost de 1961) és un exfutbolista i entrenador castellanomanxec, tot i que la major part de carrera l'ha desenvolupada a Catalunya.

## Trajectòria
Com a jugador, Rubio va militar tota la seua carrera esportiva a les files de la UE Lleida, des de 1982 fins a la seua retirada a 1996. Amb els lleidatans va viure els ascensos a Segona (1990) i primera divisió (1994). A la màxima categoria, hi va jugar 35 partits i va marcar 3 gols.
Després de penjar les botes, va passar a la faceta tècnica, primer dirigint al Lleida en tres ocasions (1997, 1999 i 2000/01). Posteriorment, ha entrenat al Reus Deportiu (01/02), de nou a la UE Lleida (03/06), Cultural Leonesa (2007), Monzón (2008). El 2011 va ser elegit per ocupar la banqueta de l'Ascó, a tercera divisió catalana, lloc on es manté fins avui (maig de 2014).